# Velká Dobrá
Velká Dobrá (Duits: Groß Dobray) is een Tsjechische gemeente in de regio Midden-Bohemen en maakt deel uit van het district Kladno. Het dorp ligt op 4 km afstand van de stad Kladno en op eenzelfde afstand van Unhošť.
Velká Dobrá telt 1402 inwoners (2006).

## Geografie
Het dorp ligt in een licht golvend landschap. De hoogte van het bebouwde deel varieert van 395 meter aan de westkant tot 430 meter aan de oostkant. Het dorpsplein ligt op een hoogte van 409 meter.

## Geschiedenis
De Tsjechische Archeologische Vereniging bracht in de zomer van 2010 aan het licht dat de plek van het huidige dorp reeds in de prehistorie bewoond was (400.000 jaar geleden door Homo heidelbergensis en 750.000 jaar geleden door Homo antecessor). Hierbij zijn enkele duizenden stenen voorwerpen gevonden.
De eerste schriftelijke vermelding dateert echter van 1328, toen een zekere Bohuslav van Dobrá werd genoemd. Eeuwenlang bestond het dorp uit twee delen, elk met zijn eigen vesting, op ongeveer 800 meter afstand. Het ene deel, het huidige zuidwestelijke deel van het dorp, heette vanaf de 15e eeuw Velká of Hořejší Dobrá; het andere, in het noordoostelijk deel, heette Malá of Dolejší Dobrá. Door de ontwikkeling van de mijnbouw nam het inwoneraantal gestaag toe, waarop besloten werd de twee delen samen te voegen. De officiële fusie onder de naam Velká Dobrá vond in 1935 plaats.
In de 21e eeuw is Velká Dobrá verder gegroeid. Zo werden er tientallen huizen aan de oostkant van het dorp gebouwd en is de fabriek Bontaz Centre CZ, die onderdelen voor verbrandingsmotoren produceert, in het dorp gevestigd.
Sinds 1960 is Velká Dobrá een zelfstandige gemeente binnen het district Kladno.

## Voorzieningen
Het dorp heeft een eigen kleuter- en basisschool. Verder is er een lokale voetbalclub genaamd FC Čechie Velká Dobrá.

## Verkeer en vervoer

### Autowegen
Weg II/606 loopt door de gemeente en verbindt Velká Dobrá met Pletený Újezd, Stochov en Nové Strašecí. Snelweg D6 loopt langs de gemeentegrens.

### Spoorlijnen
Er is geen spoorlijn of station op het grondgebied van de gemeente. Het dichtstbijzijnde stationis Kladno-Rozdělov op 2,5 km afstand. Dat station ligt aan spoorlijn 120 Praag - Rakovník.

### Buslijnen
De volgende buslijnen halteren in het dorp:
| Halte              | Lijnen          | Route                                                                    | Vervoerder |
| ------------------ | --------------- | ------------------------------------------------------------------------ | ---------- |
| Velká Dobrá, Škola | 365 386 417 629 | Motol-Stochov Kladno-Praag-Zličín Praag-Zličín-Mšec Dřetovice-Bratronice |            |

## Bezienswaardigheden
- Restanten van een grafheuvel uit het midden van de bronstijd (rond 1200 voor Christus) in het bos Hora ten noorden van het dorp. De grafgiften, die in 1890-1892 werden opgegraven door Josef Ladislav Píč, bevinden zich thans in de collecties van het Nationaal Museum in Praag en het Natuurhistorisch Museum in Wenen. In 1932 werden een paar honderd meter naar het oosten sporen van een nederzetting uit dezelfde periode gevonden.[4]
- Kapel van de Vinding van het Heilige Kruis uit 1816-1817, op de plaats van een oudere kapel uit 1765, op het dorpsplein bij de vijver;
- Standbeeld van Johannes van Nepomuk uit 1753 in de buurt van de kapel;
- Vliegveld van Kladno, een sportvliegveld van Aeroklub Kladno aan de noordoostkant van het dorp;
- Natuurmonument Pod Veselovem;
- Voormalig fort op het dorpsplein, dat in de barokperiode werd omgebouwd tot herenhuis voor de bosbouwadministratie - thans in privébezit;
- Voormalige vesting Malá Dobrá, die aan het eind van de 17e eeuw werd verbouwd tot graanschuur.[5] Voor het fort staat een sokkel van het standbeeld van Sint Antonius van Padua, dat tot 1782 in het Servietenklooster op de Witte Berg stond. In 1782 bracht een Druzische boer het naar het dorp Družec. In de jaren 1950 werd het beeld vernietigd en werd de sokkel naar Velká Dobrá gebracht. In 2003 werd de sokkel verplaatst naar het erf van de boerderij, waar het tot op heden wacht op professionele reconstructie.

## Bekende inwoners
- Milan Hnilicka (1973), hockeyer
- Tomas Horna (1980), hockeyer
- Miloslav Hořava (1961), hockeyer en hockeycoach
- František Kaberle (1951), hockeyer
- Tomáš Kaberle (1978), ijshockeyer
- Vlasta Korec (1972), presentator
- Václav Mužík (1946-2019), econoom en auteur van een populair boek over het kweken van orchideeën
- Václav Nosek (1892-1955), communistisch politicus
- Michal Prokop (1946), zanger, muzikant, presentator en politicus
- Mirek Smíšek (1925-2013), beroemd keramist, onder andere maker van het servies voor The Lord of the Rings-films[6]

## Galerĳ

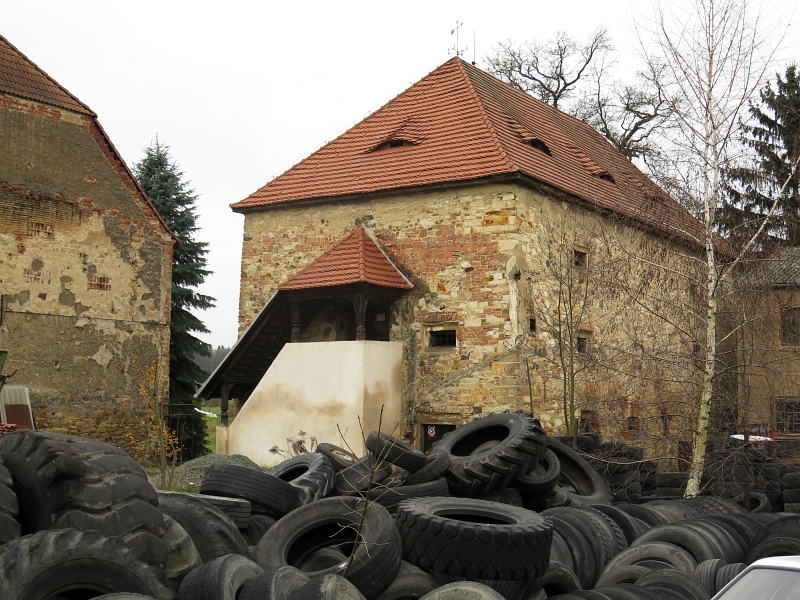
Voormalige vesting Malá Dobrá
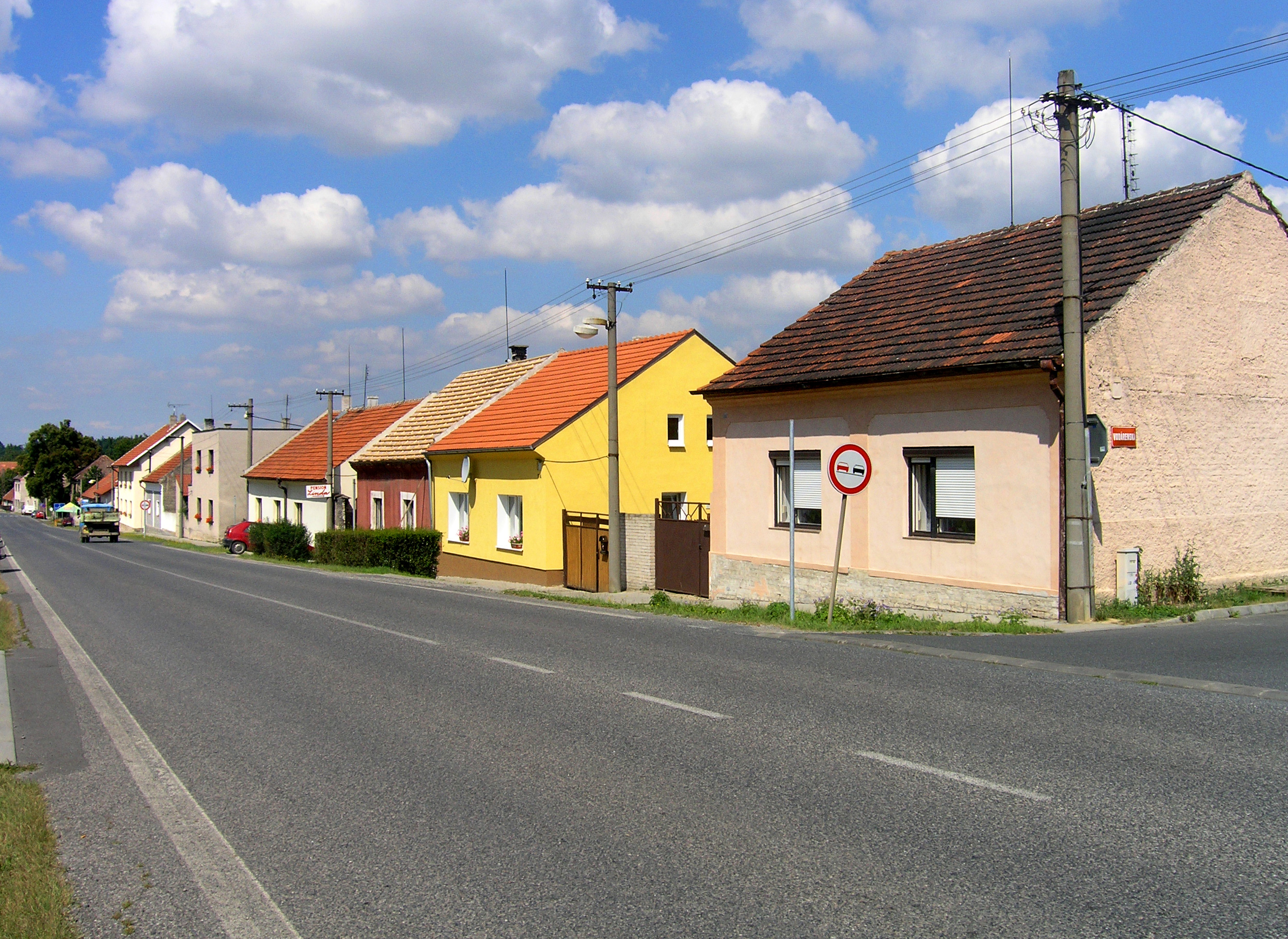
Huizen in de Pražskástraat
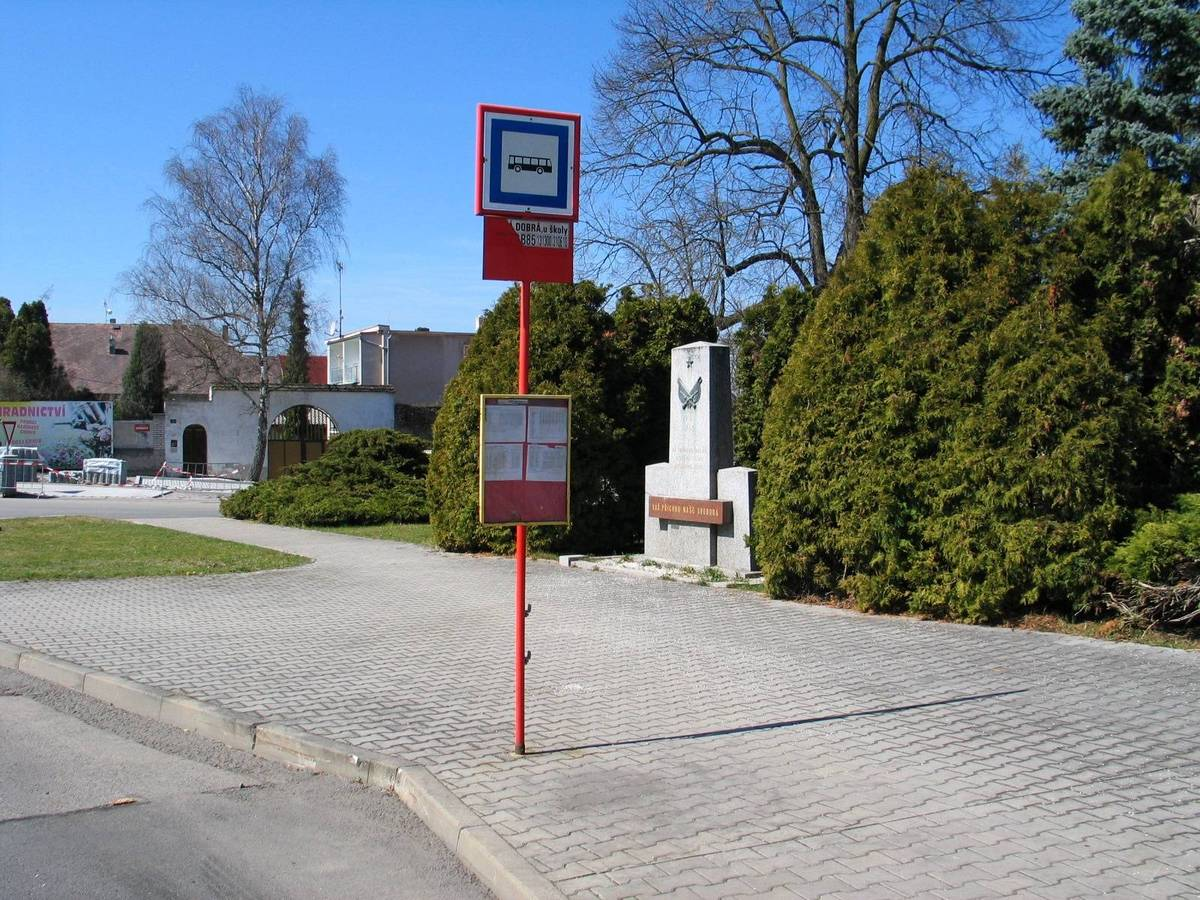
Bushalte in het dorp (2021)
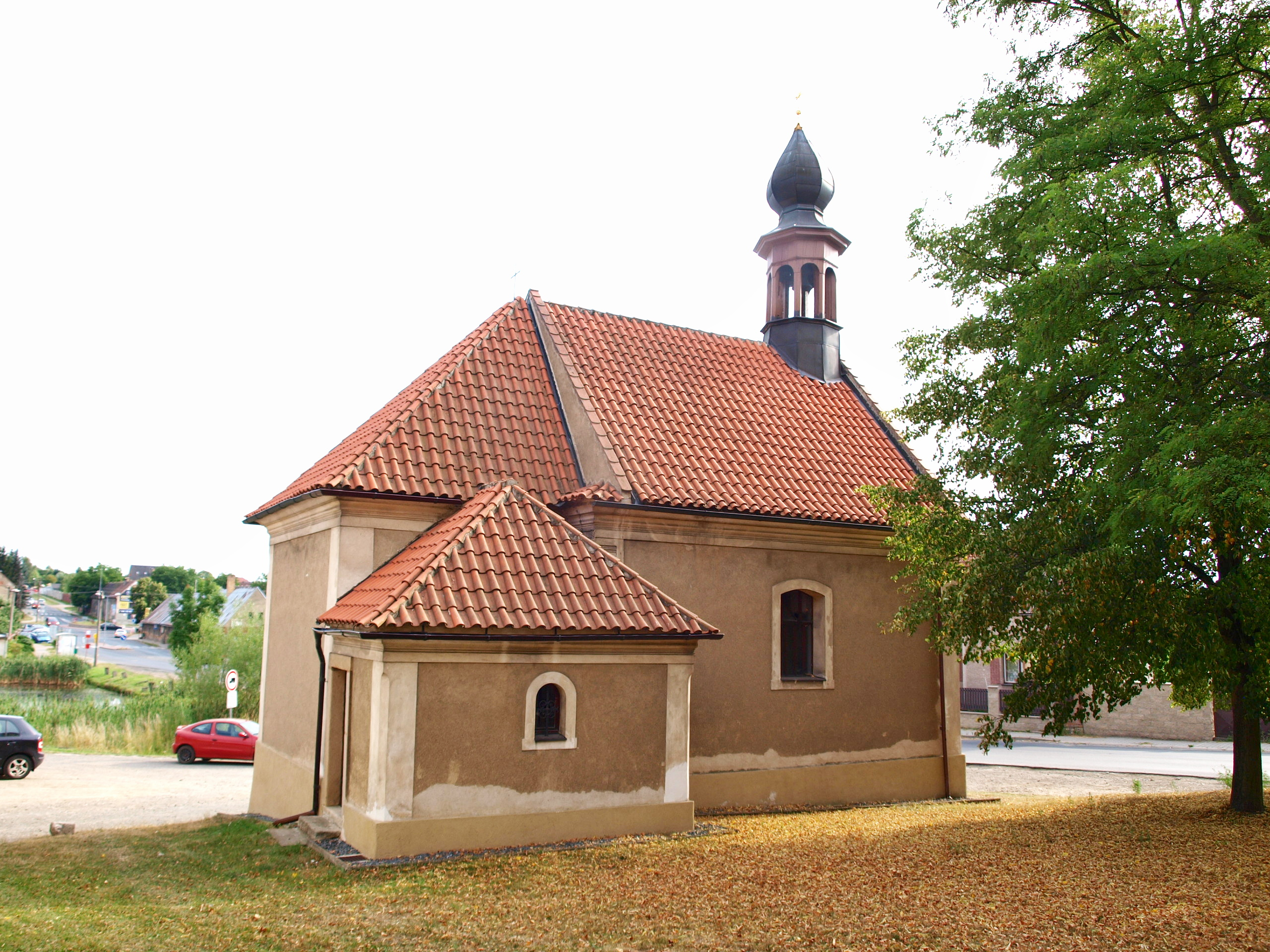
Kapel van de Vinding van het Heilige Kruis